# Marko Baloh
Marko Baloh, slovenski ekstremni kolesar na dolge razdalje, * 13. julij 1967, Ljubljana, Slovenija.
Znan je predvsem po udeležbi na RAAM-u (Race Across America), kjer je bil poleg tragično preminulega Jureta Robiča v zadnjih sezonah eden izmed favoritov.

## Izbrani uspehi
- svetovni rekord v 24-urnem kronometru na odprti stezi, Lenart 2008
- 1. mesto RAAM 2008 (moške dvočlanske ekipe), 2008;
- 1. mesto na 24-urni dirki v Švici Schotz 24h Race, 2008
- svetovni rekordi UMCA na 100 milj (4h 1min 12sec), 200 milj (8h 17min 59sec) in v 12-urnem kronometru (458,76km)
- 1. mesto Kainachtal Trophy 2007 24h Race
- 1. mesto KraftwerkTrophy 2006 24h posamično s svetovnim rekordom
- rekord UMCA v prečenju Slovenije s kolesom Hodoš - Debeli rtič, 340km v 9h 34min 28sec
- 2. mesto RAAM 2006 Enduro
- 1. mesto Kainachtal Trophy 2006 24h solo
- 2. mesto Kraftwerk Trophy 24h posamično
- 3.mesto Le Tour Direct 2005
- 1. mesto Odprto prvenstvo Avstrije v 12h kolesarjenju Kraftwerk Trophy 2004 Krems
- 1. mesto Silberreiher Trophy 12h ekipno
- 1. mesto Silberreiher Trophy 2002
- 2. mesto Race across the Alps 2002
- Postavitev dveh svetovnih rekordov na velodromu (12h in 200 milj)
- Svetovno prvenstvo: Naslov svetovnega prvaka v kategoriji 26-35 let in   absolutno drugo mesto za Švicarjem Clavadetscherjem, zmagovalcem RAAMa 2001
- 2. mesto Silberreiher Trophy 2001
- 2. mesto Race across the Alps 2001

### Državna prvenstva in rekordi
- državni prvak v zasledovalni vožnji 4km ekipno, velodrom Kranj 1990 (Ugrenovič, Melanšek, Rovšček, Baloh) in državni rekord
- državni prvak v vožnji na čas posamično 40 km, Nova Gorica 1991

- državni prvak v ekipni vožnji 100 km, Kranj 1993 (Štangelj, Mervar, Papež, Baloh) in Kranj 1994 (Štangelj, Papež, Ugrenovič, Baloh) - drugič v   karieri pod dvema urama
- državni prvak v zasledovalni vožnji 4 km, velodrom Novo mesto 1997 in državni rekord